# Малоротые чесночницы
Малоротые чесночницы (лат. Ophryophryne) — род бесхвостых земноводных (Anura) семейства рогатых чесночниц.

## Список видов
- Ophryophryne gerti Ohler, 2003
- Ophryophryne hansi Ohler, 2003
- Малоротая чесночница Ophryophryne microstoma Boulenger, 1903
- Тибетская чесночница Ophryophryne pachyproctus Kou, 1985.